# Astrodaucus
Astrodaucus är ett släkte i familjen flockblommiga växter. Dess arter förekommer i östra Europa och västra Asien, omkring Svarta havet och Kaspiska havet.

## Arter
Släktet har tre accepterade arter:
- Astrodaucus littoralis
- Astrodaucus orientalis
- Astrodaucus persicus